# بخش خوزه سی پاز
بخش خوزه سی پاز پارتیدو (به اسپانیایی: Partido de José C. Paz) یک منطقهٔ مسکونی در آرژانتین است که در استان بوئنوس آیرس واقع شده‌است. بخش خوزه سی پاز پارتیدو ۵۰٫۱۱ کیلومتر مربع مساحت و ۲۶۳٬۰۹۴ نفر جمعیت دارد.